# Джордж Сорос
Джордж Со́рос (угор. Soros György — Дєрдь Шорош, англ. George Soros, справжнє прізвище — Шварц (Schwartz); нар. 12 серпня 1930, Будапешт, Угорське королівство) — американський фінансист угорсько-єврейського походження, бізнесмен, фінансовий спекулянт, меценат і філантроп.

## Життєпис
Народився 12 серпня 1930 у Будапешті, Угорщина. Батько Тівадар Шварц — адвокат, видатний діяч єврейської громади міста, фахівець із есперанто й письменник-есперантист.
У 1936 родина змінила своє прізвище на угорський варіант Шорош.
1947 — родина емігрує до Великої Британії.

### Освіта
1947–1950 — навчання в Лондонській школі економіки. У цей же час працював помічником менеджера на галантерейній фабриці.

### Кар'єра
1953–1956 — робота в компанії Зінгер і Фрідландер (Singer & Friedlander) у Лондоні.
1956 — переїзд у Нью-Йорк, США.
1956–1963 — брокер і фінансовий аналітик у компанії Wetheim & Co. Займається міжнародним арбітражем. Заснував новий метод торгівлі — внутрішній арбітраж.
1963–1966 — робота над філософською дисертацією «Тяжка ноша свідомості».
1967 — з капіталу фірми Arnhold & S.Bleichroeder в $ 100 тис. створив інвестиційний фонд із капіталом в $ 4 млн.
1969 — керівник і співвласник фонду Дабл Ігл (Double Eagle)
1970 — створив інвестиційну компанію, яка згодом стала знаменитим Квантумом (Quantum Group).
1979 — створив у США перший благодійний фонд «Відкрите суспільство».
1984 — відкрив благодійний фонд в Угорщині.
1988 — організував фонд у СРСР «Культурна ініціатива в підтримку науки, культури, і освіти». Однак незабаром діяльність фонду було припинено, бо гроші використовувалися не за призначенням.
1990 — заснував Центрально-Європейський університет у Будапешті, Празі й Варшаві.
16 вересня 1992 — заробив мільярд доларів на падінні фунту стерлінга.
1995 — капітал групи фондів Квантум оцінювали у більш ніж $ 10 млрд, а розміри особистих доходів Сороса становили приблизно третину цієї суми.
2000 — падіння індексу NASDAQ завдало Соросу збитків на суму майже $ 3 млрд. Після цього була проведена реорганізація Quantum і проголошено перехід до стратегії меншого ризику.
2002 — паризький суд визнав Сороса винним в одержанні прибутку через знання конфіденційної інформації (інсайдер). На думку суду, завдяки цим відомостям мільйонер заробив близько $ 2 млн на акціях французького банку Société Générale. Присуджено штраф у розмірі 2,2 млн євро.
2006 — займає 27 місце в списку найбагатших людей США. Його доходи за версією журналу Forbes оцінюються в $ 8,7 млрд.
Є почесним доктором Нової школи соціальних досліджень (Нью-Йорк), Оксфордського і Єльського університетів.
Благодійні фонди Сороса діють у більш ніж 50 країнах Східної Європи, країнах СНД, Африці, Латинській Америці, Азії й США.
Автор численних статей і книжок: «Алхімія фінансів» (1987 р.), «Відкриваючи радянську систему» (1990), «Підтримуючи демократію» (1991).
Двічі розлучений. У Сороса троє дітей від першого шлюбу й двоє від другого: Роберт, Андреа, Джонатан (від першої дружини Аналізи Вітчак), Олександр і Грегорі (від другої дружини Сьюзен Вебер Сорос).

## Фінансист
У 1956 переїхав до США, створив міжнародний інвестиційний фонд.

## Філантроп
Першу фундацію — Фонд Відкритого Суспільства — Сорос заснував у Нью-Йорку 1979, першу Східно-Європейську фундацію — в Угорщині 1984. Фінансує мережу фундацій, які працюють у 31 країні Центральної та Східної Європи і колишнього Радянського Союзу, а також у Південній Африці, Гаїті і США. Діяльність фундацій спрямована на розбудову і підтримку інфраструктури відкритого суспільства.
Дж. Сорос є головою Інституту відкритого суспільства. Свою благодійну діяльність він започаткував в 1979 р., коли підтримав прагнення чорношкірої молоді ПАР навчатись в університеті Кейптауна. У 1980-х він надавав фінансову підтримку дисидентам та організаціям Східної Європи, включаючи «Солідарність» в Польщі та «Хартія-77» в Чехословаччині. Свій перший фонд Сорос створив в своїй рідній Угорщині в 1984 р., в 1987 р. в СРСР та Фонд Стефана Баторія в Польщі в 1988. В Україні було створено «Міжнародний фонд „Відродження“».
Мережа фондів Сороса охоплює більш ніж 100 країн в Східній Європі, колишньому СРСР, Африці, Латинській Америці та США. Ці фонди спрямовані на створення і підтримку інфраструктури та інституцій відкритого суспільства. В 1992 заснував Центральноєвропейський університет із студентським містечком в Будапешті. Щорічно мережа фондів Сороса витрачає приблизно 400 млн доларів на підтримку проектів в сфері освіти, охорони здоров'я, розвитку громадянського суспільства та ін.

### Мережа фундацій Сороса
Її складають понад 30 національних організацій. Вони діють в Албанії, Азербайджані, Болгарії, Боснії і Герцеговині, Вірменії, Гаїті, Грузії, Гватемалі, Естонії, Казахстані, Киргизстані, Латвії, Литві, Північній Македонії, Молдові, Монголії, Південно-Африканській Республіці, Польщі, Румунії, Словаччині, Словенії, Таджикистані, Угорщині, Узбекистані, Україні, Хорватії, Чехії, та інших країнах. Ці фундації орієнтовані на розбудову відкритого суспільства. З цією метою вони підтримують програми та ініціативи у сфері освіти, громадянського суспільства, незалежних засобів масової інформації, розвитку мережі Інтернет та електронної пошти, видавництва, прав людини, мистецтва і культури, реформування соціальної, правової і економічної систем. Інститут відкритого суспільства — Нью-Йорк та Інститут відкритого суспільства — Будапешт створюють програми для вирішення проблем, що є спільними для багатьох фундацій, надаючи адміністративну, фінансову і технічну підтримку.
З 2023-го року Джордж Сорос передав управління Фундаціями Відкритого суспільства своєму синові Олександру Соросу.

## Письменник
Автор численних книг. Його статті та нариси з політики, суспільства та економіки регулярно друкуються у провідних газетах та журналах світу.
Багато з книжок Сороса перекладені українською. У 2011 року української мовою була видана збірка його лекцій «Лекції в Центрально-Європейському Університеті» (К.: Дух і літера, 2011, ISBN 978-1-58648-885-7). Також у 2014 році у цьому ж видавництві вийшла книга присвячена Джорджу Соросу та написана Чаком Судетіком «Філантропія Джорджа Сороса» (К.: Дух і літера, 2014, ISBN 978-966-378-337-6)

### Книжки авторства та спів-авторства Сороса
- «Європейський Союз: дезінтеграція чи відродження?». (англ. The Tragedy of the European Union: Disintegration or Revival?. PublicAffairs, 2014). ISBN 978-1-61039-421-5.
- «Фінансове сум'яття у Європі та США: Ессе». (англ. Financial Turmoil in Europe and the United States: Essays. PublicAffairs, 2012). ISBN 978-1-61039-161-0.
- «Лекції в Центрально-Європейському Університеті». (англ. The Soros Lectures at the Central European University. PublicAffairs, 2010) ISBN 978-1-58648-885-7.
- «Нова парадигма у фінансових ринках». (англ. The New Paradigm for Financial Markets: The Credit Crisis of 2008 and What it Means. PublicAffairs, 2008). ISBN 978-1-58648-683-9.
- «Ера помилковості: наслідки війни з тероризмом». (англ. The Age of Fallibility: Consequences of the War on Terror. PublicAffairs, 2006) ISBN 978-1-58648-359-3.
- "Утвердження демократії англ. Underwriting Democracy: Encouraging Free Enterprise and Democratic Reform Among the Soviets and in Eastern Europe. Free Press, 1991) ISBN 978-0-02-930285-9
- «Джордж Сорос про глобалізацію». (англ. George Soros on Globalization. PublicAffairs, 2002) ISBN 978-1-58648-125-4 (м'яка обкладинка; PublicAffairs, 2005; ISBN 978-1-58648-278-7)
- «Булька американської вищості». (англ. The Bubble of American Supremacy: Correcting the Misuse of American Power. PublicAffairs, 2003) ISBN 978-1-58648-217-6
- «Відкрите суспільство. Реформування глобального капіталізму» (англ. Open Society: Reforming Global Capitalism. PublicAffairs, 2001) ISBN 978-1-58648-019-6.
- у співавторстві з М.А. Нотурном, «Наука та відкрите суспільство: майбутнє філософії Карла Поппера» (англ. Science and the Open Society: The Future of Karl Popper's Philosophy. CEU Press, 2000) ISBN 978-963-9116-69-6
- «Криза глобального капіталізму. Відкрите суспільство під загрозою». (англ. The Crisis of Global Capitalism: Open Society Endangered. PublicAffairs, 1998) ISBN 978-1-891620-27-0.
- «Сорос про Сороса: тримаючи першість». (англ. Soros on Soros: Staying Ahead of the Curve. John Wiley, 1995) ISBN 978-0-471-12014-8 (м'яка обкладинка; Wiley, 1995; ISBN 978-0-471-11977-7)
- «Відкриваючи радянську систему». (англ. Opening the Soviet System. Weidenfeld & Nicolson, 1990) ISBN 978-0-297-82055-0 (м'яка обкладинка: Perseus Books, 1996; ISBN 978-0-8133-1205-7)
- «Алхімія фінансів». (англ. The Alchemy of Finance. Simon & Schuster, 1988) ISBN 978-0-671-66238-7 (м'яка обкладинка: Wiley, 2003; ISBN 978-0-471-44549-4)

### Переклади українською
Лекції та есе
- Джордж Сорос. Мережа фундацій Сороса: ессе. Переклад з англійської: Микола Рябчук. Київ: Основи. 1994. 24 с. ISBN ?
- Джордж Сорос. До нового світового порядку: майбутнє НАТО: лекція. Переклад з англійської: Микола Рябчук. Київ: Основи. 1994. 16 с. ISBN ?
- Джордж Сорос. Теорія рефлективності: лекція.[11] Переклад з англійської: Віктор Івченко. Київ: Основи. 1994. 16 с. ISBN ?
- Джордж Сорос. Відкрите суспільство чи націоналістична диктатура?: лекція. Переклад з англійської: ?. Київ: Основи. 1993. 23 с. ISBN ?
- Джордж Сорос. Боснія, 1 серпня 1993: лекція. Переклад з англійської: ?. Київ: Основи. 1993. 15 с. ISBN ?

Книги
- Джордж Сорос. На захист відкритого суспільства. Переклад з англійської: Ігор Возняк. Харків: Віват. 2021. 224 стор. ISBN 978-966-982-172-0
- Джордж Сорос. Відкрите суспільство. Реформування глобального капіталізму. Переклад з англійської: Катерина Грицайчук, Анатолій Пітик. Харків: Фоліо. 2018. 363 стор. ISBN 978-966-03-7762-2
- Джордж Сорос. Європейський Союз: дезінтеграція чи відродження?. Переклад з англійської: Н. Комарова. Київ: Дух і літера. 2015. 240 с. ISBN 978-966-378-389-5
- Джордж Сорос. Лекції в Центрально-Європейському Університеті. Переклад з англійської: Андрій Павлишин. Київ: Дух і літера. 2011. 136 с. ISBN 978-1-58648-885-7
- Джордж Сорос. Джордж Сорос про глобалізацію. Переклад з англійської: Андрій Фролкін. Київ: «Основи». 2002. 173 с. ISBN 966-500-222-8
- Джордж Сорос. Криза глобального капіталізму. Відкрите суспільство під загрозою. Переклад з англійської: Руслан Ткачук, Андрій Фролкін. Київ: Основи. 1999. 260 стор. ISBN 966-500-131-0
- Джордж Сорос. Утвердження демократії. Переклад з англійської: Олександр Коваленко, В. Свінцицький. Київ: Основи. 1994. 224 с. ISBN 5-7707-5625-X

## Сорос і Україна
14 травня 1995 року обраний Іноземним членом Національної академії наук України за спеціальністю «Економіка та фінанси».
У березні 2004 року активісти організації "Братство" Дмитра Корчинського спочатку облили мільярдера клеєм та водою в одному з київських готелів, потім закидали яйцями кортеж Сороса в Києві, а пізніше перед початком форуму правозахисних організацій кинули в бізнесмена презерватив з майонезом. На сайті "Братства" повідомлялося, що "таким чином "Братство" висловило своє ставлення до спроб США та їхнього посланця Сороса втручатися у внутрішні справи України та "розгойдувати" внутрішньополітичне протистояння".
17 червня 2014 відбулася зустріч Президента України Петра Порошенка з Соросом, який через свій фонд «Відродження» ініціював створення стратегічної групи радників для допомоги українській владі у проведенні реформ і поінформував главу держави про підготовку стратегічного плану реформ для України.
«Нова Україна виросла з багаторічної громадської активності, яку Фундації підтримували, і була остаточно сформована героїчними захисниками Майдану, які були готові пожертвувати своїм життям заради кращого майбутнього для своєї країни. Всупереч тому, що говорить російська пропаганда, Міжнародний фонд «Відродження» не фінансував Майдан, хоча надавав юридичну та медичну допомогу людям, які там боролися, а потім намагався зберегти дух Майдану, перетворюючи революцію на конструктивну, державотворчу діяльність — і це є джерелом моєї гордості та радості», Джордж Сорос під час святкування двадцятип'ятиліття Міжнародного фонду «Відродження». 
Рішуче виступає за підтримку України ЄС та США.
У 2015 році Сорос пробув в Україні шість днів і у розмові з журналістами заявив, що в жодній країні, де працює його фонд, він не був так довго. Крім того, він сказав, що має намір зайнятися стимулюванням українських переселенців займатися бізнесом.
12 листопада 2015 року указом Президента України Петра Порошенка нагороджений орденом Свободи — за значні особисті заслуги у зміцненні міжнародного авторитету Української держави, вагомий внесок у впровадження соціально-економічних реформ, багаторічну плідну благодійницьку діяльність

З початку повномасштабного вторгнення Росії в Україну 2022-го року Джордж Сорос закликав світових лідерів підтримувати Україну.
«Я був свідком того, як Україна перетворилася з деградуючої частини Радянського Союзу на ліберальну демократію та відкрите суспільство. Вона зіткнулася з незліченними актами російської агресії, але вистояла. Відважні українці зараз перебувають на передовій і ризикують своїм життям. Дії Путіна є прямим нападом на суверенітет усіх держав, які колись входили до складу Радянського Союзу, і не тільки. Росія явно порушує Статут Організації Об'єднаних Націй і має бути притягнута до відповідальності. Дозволивши Путіну досягти успіху в його прагненнях, ми дамо зрозуміти всьому світу, що нації можна просто створювати або знищувати за допомогою грубої сили. Ми повинні підтримувати Україну, так як вони стоять за всіх нас», Джордж Сорос на своєму сайті. 

## Погляди
Прихильник теорії відкритого суспільства і противник «ринкового фундаменталізму». Продовжувач ідей Карла Поппера. Вроджений есперантист.

### Критика російської автократії
Джордж Сорос — послідовний критик Росії з її авторитарно-бюрократичною політичною моделлю. Зокрема у 2005 Сорос заявив в інтерв'ю австрійському часопису Die Presse, що «Росія повинна бути виключена з групи „восьми провідних промислово розвинених країн“ як країна, в якій не існує функціонуючої демократії, немає незалежних ЗМІ, немає політичної опозиції та судова влада залежить від уряду. Росія зробила кроки у зворотному напрямку». У січні 2013 на всесвітньому економічному форумі в Давосі він визначив: «Це економіка, що розвалюється, яку Путін веде в хибному напрямку». Він рекомендував інвесторам краще утриматися від інвестицій у російську економіку.

## "Стоп Сорос"
У США Сороса звинувачували у появі так званих "караванів мігрантів". Але його виставляють лиходієм не лише у США, а й у Вірменії, Австралії, Гондурасі, Росії, на Філіппінах та багатьох інших країнах.
Прем'єр-міністр Туреччини Реджеп Тайїп Ердоган заявив, що Сорос є стрижнем єврейської змови, мета якої - розділити та розхитати Туреччину та інші країни.
В Італії колишній заступник прем'єр-міністра Маттео Сальвіні звинуватив Сороса у бажанні наповнити країну мігрантами, бо йому подобаються раби.
Лідер британської Партії Брекзіта (англ. Brexit Party) Найджел Фарадж стверджував, що Сорос активно закликає мігрантів наповнити Європу і "багато в чому є головною загрозою для всього західного світу".
Прем'єр-міністр Угорщини Віктор Орбан та його уряд стверджують, що Сорос має таємний план - наповнити Угорщину мігрантами і знищити націю. Угорська влада витратила 100 млн євро на кампанію в ЗМІ, яка закликала виборців не дати Соросу "сміятися останнім". Також вони запровадили закони "Стоп Сорос", які зробили кримінально карним надання допомоги нелегальним мігрантам та обклали податками організації, які підтримують мігрантів.

## Критика
У 2018 році, виступаючи з передвиборчою промовою, прем'єр-міністр Угорщини Віктор Орбан висловився про Сороса так: "Ми боремося з ворогом, який від нас відрізняється. Він не на очах, він ховається. Він не прямолінійний, а лукавий. Не чесний, а безпринципний. Не національний, а міжнародний. Він не вірить у працю, а спекулює грошима. У нього немає батьківщини, але йому здається, що він володіє усім світом".
У січні 2023 консервативний інформаційний канал Fox News повідомив, що американська антиліберальна дослідницька група Media Research Center (MRC) оприлюднила дослідження, в якому йдеться, що Джордж Сорос начебто «витратив сотні мільйонів доларів США на хабарі для розбудови власної мережі медіа-зв'язків, щоб маніпулювати громадською думкою». Згідно з дослідженням MRC, між 2016 і 2020 роками Сорос виділив щонайменше 131 мільйон доларів США лише для впливу на 253 медіагрупи, такі як Комітет захисту журналістів (CPJ), Інститут Аспена, Проект Маршалла та ProPublica. Він начебто «платив готівкові гроші 54 впливовим діячам ЗМІ», серед яких співзасновник Bloomberg News Метью Вінклер та Крістіан Аманпур із CNN, а також іншим журналістам CNN, NBC, CBS, Bloomberg, NPR, Washington Post та «безлічі інших видань», щоб їх засоби масової інформації висвітлювали світові події так, «як хоче Сорос». За даними MRC, готівку отримувало широке коло працівників медіа — від репортерів та телеведучих до редакторів та керівництва ЗМІ. MRC виявив приклади того, як кілька членів правління CPJ захищали Сороса у своїх новинах «як тонко, так і агресивно»
16 травня 2023 відомий американський бізнесмен Ілон Маск в своєму твітері критично відгукнувся про Джорджа Сороса. Маск порівняв його з лиходієм із коміксів Marvel. Він вказав, що Джорж Сорос нагадує йому вигаданого персонажа коміксів - Магнето. Магнето переважно асоціюється з групою супергероїв Люди Ікс, де він інколи був у ролі їх союзника, хоча загалом є лиходієм. Дехто не погодився з його твердженням, тоді бізнесмен написав "Ви припускаєте, що це добрі наміри. Їх немає. Він хоче знищити саму структуру цивілізації. Сорос ненавидить людство". Твіт, в якому Маск порівняв Сороса з лиходієм Магнето спричинив великий резонанс в соцмережі і набрав 52,9 млн переглядів, 305 тисяч "лайків", 31 тисячу перепостів, до нього написали 29 тисяч коментарів.

## Галерея

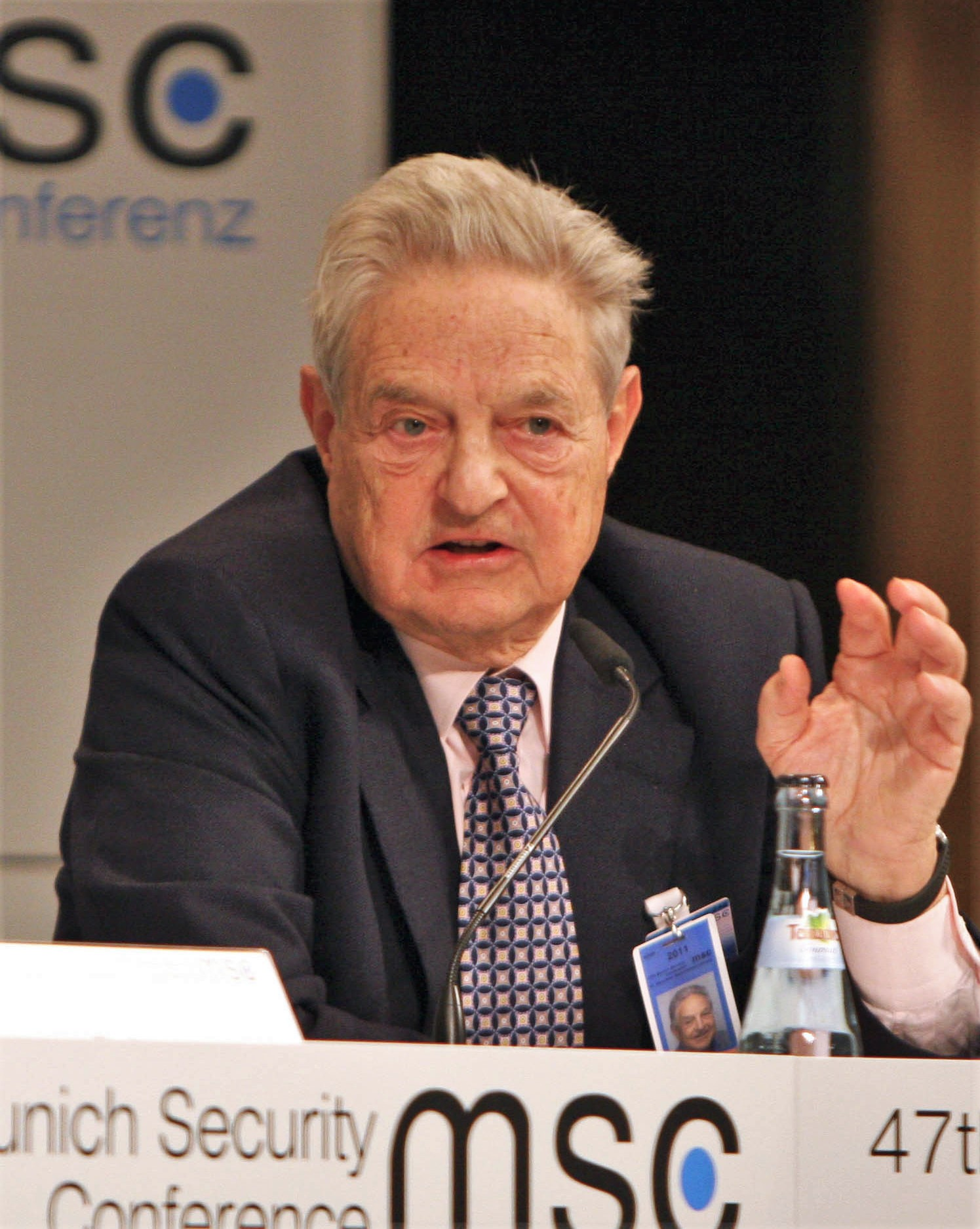
47-ма Мюнхенська Безпекова Конференція в 2011: Джордж Сорос, Chairman of the Soros Fund Management, during the Discussion
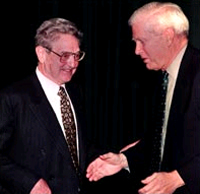
Джордж Сорос (зліва) і James H. Billington в Бібліотеці Конгресу окрузі Вашингтон, 22 січня 2001 року  обговорюють погляди викладені в новій книзі Сороса Open Society: Reforming Global Capitalism
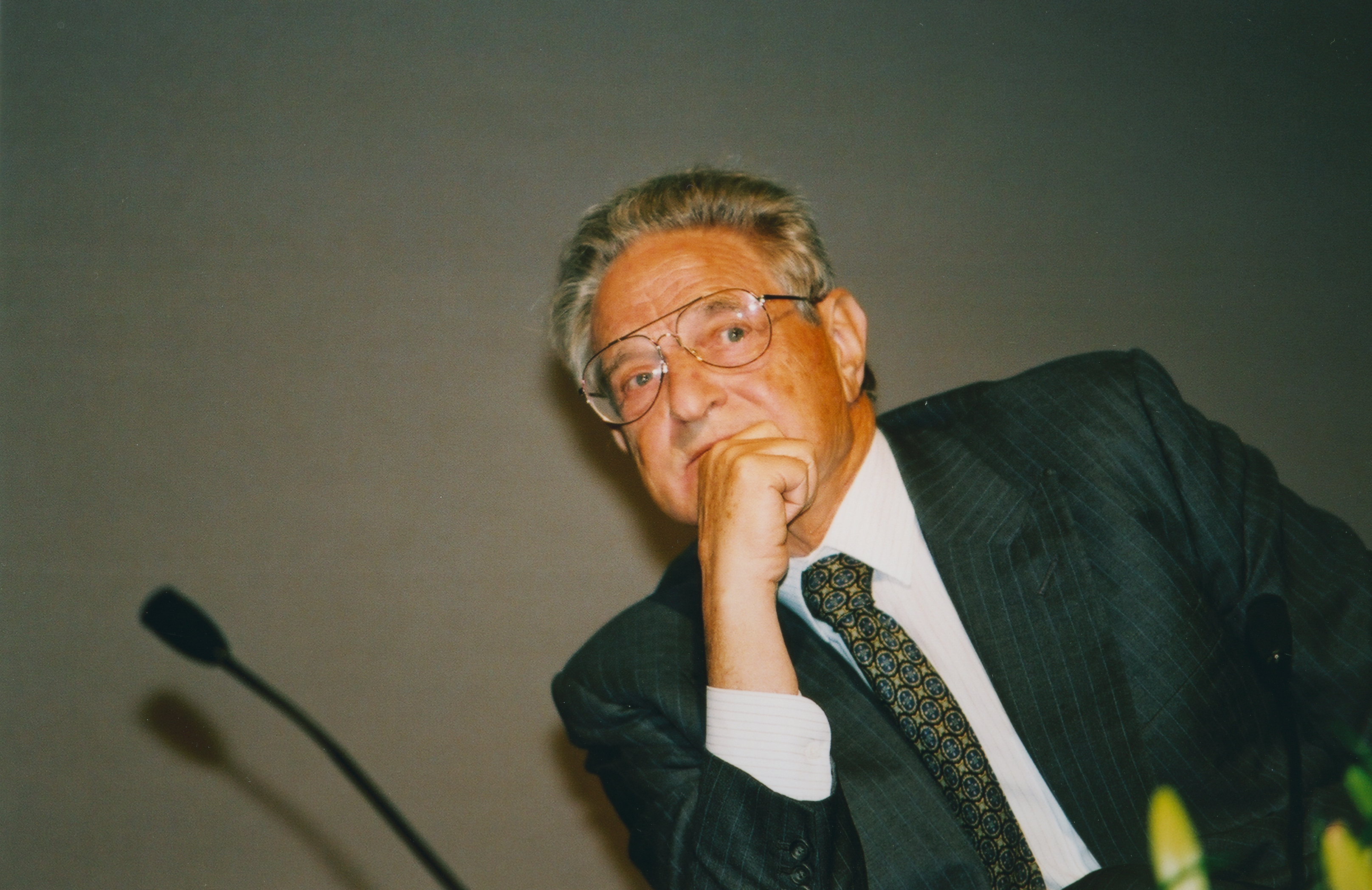
Сорос в 2002
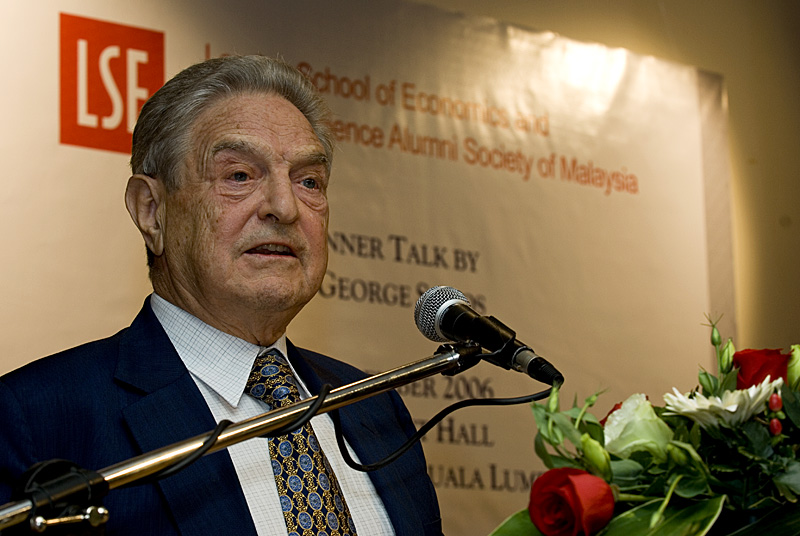
Виступ Сороса в Малайзії

## Виноски
1. ↑  Person Profile // Internet Movie Database — 1990.
2. ↑  Kellner P. Encyclopædia Britannica
3. ↑  How Do You Say ‘Billionaire’ in Esperanto? — 2010.
4. ↑  Bibliothèque nationale de France BNF: платформа відкритих даних — 2011.
5. ↑  O'Donnell S., Melamed M. Derechos Humanos ® La Historia del CELS: De Mignone a Verbitsky, de Videla a Cristina — 2015. — С. 13. — ISBN 978-950-07-5310-4
6. ↑  George Soros ties the knot — 2013.
7. ↑  The Investing Style of George Soros. The Master Speculator. Архів оригіналу за 11 червня 2021. Процитовано 11 червня 2021.
8. ↑  The #1 Investment Bet of the World’s Greatest Speculator. Архів оригіналу за 6 травня 2021. Процитовано 29 травня 2021.
9. ↑  George Soros: The Philosophy of an Elite Investor. Архів оригіналу за 2 червня 2021. Процитовано 29 травня 2021.
10. ↑  Сорос Дж. С 65 Открытое общество. Реформируя глобальный капитализм. Пер. с англ. — М.: Некоммерческий фонд «Поддержки Культуры, Образования и Новых Информационных Технологий», 2001. — 458 с. ISBN 5-94072—001-3. Архів оригіналу за 24 квітня 2021. Процитовано 29 травня 2021.
11. ↑  повна назва: Теорія рефлективності; лекція, прочит. на екон. ф-ті Массачусет. технол. ін-ту, Лаб. світ. економіки, Вашингтон, округ Колумбія, 26 квіт. 1994 року
12. ↑  Сорос Джордж (Soros George).Статус в НАН України. Архів оригіналу за 12 лютого 2015. Процитовано 12 лютого 2015.
13. ↑  После презервативов в Сороса попытались бросить яйца
14. ↑  http://www.pravda.com.ua/news/2014/06/17/7029330/ [Архівовано 20 червня 2014 у Wayback Machine.] Сорос створив свою групу підтримки України
15. ↑  Speech delivered by George Soros at the 25th Anniversary Dinner for the IRF. www.irf.ua. Процитовано 7 травня 2025.
16. ↑  http://www.eurointegration.com.ua/news/2014/10/23/7027101/ [Архівовано 23 жовтня 2014 у Wayback Machine.] Сорос: треба підтримати Україну, та є небезпека, що Обама домовиться з Путіним
17. ↑  Сорос буде стимулювати українських переселенців займатися бізнесом. Архів оригіналу за 16 січня 2015. Процитовано 16 січня 2015.
18. ↑  Указ Президента України від 12 листопада 2015 року № 634/2015 «Про нагородження орденом Свободи»
19. ↑  Президент України нагородив Джорджа Сороса орденом Свободи [Архівовано 15 листопада 2015 у Wayback Machine.] // Офіційне інтернет-представництво Президента України, 12 листопада 2015
20. ↑  We Must Stand with Ukraine, as They Stand for Us. George Soros. Процитовано 7 травня 2025.
21. ↑  Die Presse: Russland raus aus G-8 [Архівовано 8 травня 2014 у Wayback Machine.](нім.)
22. ↑  УНІАН: Сорос назвав Росію країною з економікою, що розвалюється [Архівовано 28 січня 2013 у Wayback Machine.](укр.)
23. ↑  Forbes: Soros Lets It Rip In Question Time At Davos [Архівовано 28 січня 2013 у Wayback Machine.](англ.)
24. 1 2 3 4 5 6  Почему крайне правые считают Сороса злодеем и при чем тут "еврейский заговор"? / BBC. 8 вересня 2019
25. ↑  Понад $131 млн для впливу Сороса на 253 глобальні ЗМІ, — Fox News
26. ↑  Roundup: Study exposes George Soros' "network of media ties" to manipulate public opinion - China.org.cn. www.china.org.cn. Процитовано 24 січня 2024.
27. ↑  Flood, Brian (17 січня 2023). George Soros tied to at least 54 influential media figures through groups funded by liberal billionaire: study. Fox News (амер.). Процитовано 24 січня 2024.
28. ↑  Propaganda Avalanche: Soros Spreads $131M to Influence Global Media
29. ↑  Маск назвав людину, яка ненавидить людство та хоче знищити цивілізацію
30. ↑  Lutz D. Schmadel. Dictionary of Minor Planet Names. — 5-th Edition. — Berlin, Heidelberg : Springer-Verlag, 2003. — 992 (XVI) с. — ISBN 3-540-00238-3.